# Azarias (profeta)

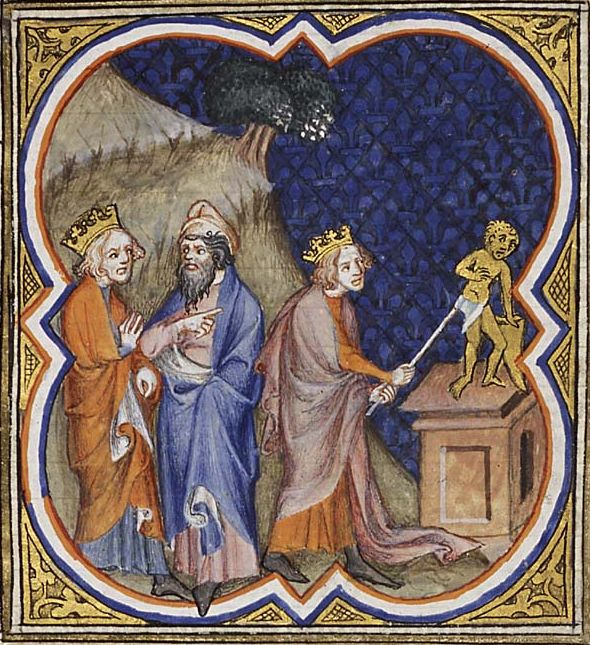
Ilustração de Petrus Comestor na Bíblia Historiale, do Rei Asa destruindo os ídolos, conforme o estímulo dado por Azarias. França, 1372.

Azarias (em hebraico:  עֲזַרְיָה‎ ‘Ǎzaryāh, "Yah tem ajudado") foi um profeta judeu, filho de Odede, que incentivou o Asa a se aproximar de Deus. Em resultado disso, o rei removeu “as coisas repugnantes” de todo reino de Judá e introduziu o povo num pacto juramentado, no sentido de que fosse morto todo aquele que não buscasse o Deus de Israel.